# Insetos na sociedade

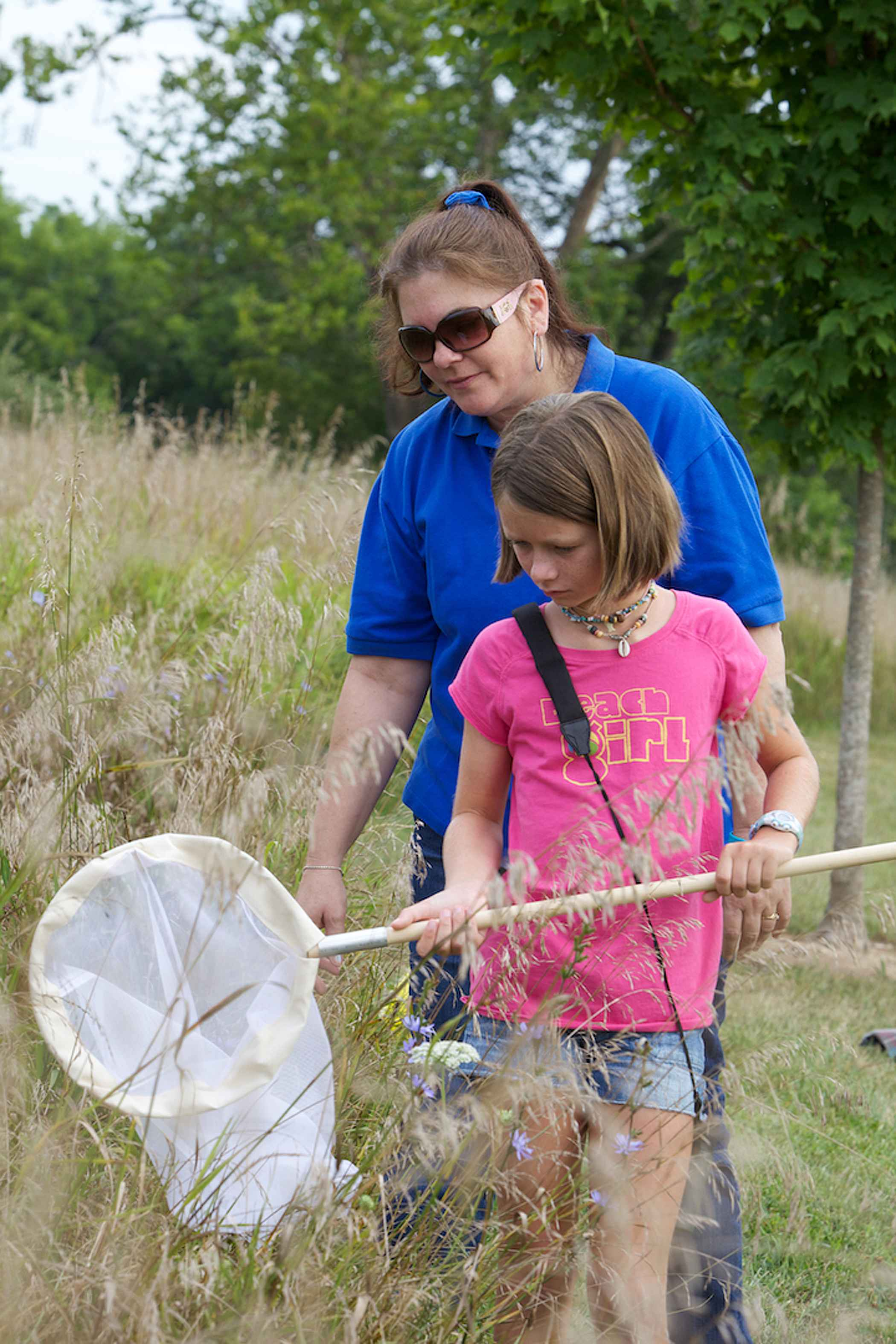
Os insetos impactaram e continuam a impactar a sociedade de muitas maneiras.

Os insetos na sociedade mundial marcam grande presença e destaque desde os tempos mais remotos da civilização humana. Registros arqueológicos apontam a influência dos insetos há milhares de anos, já na cultura do Antigo Egito. Desde então, a convivência do ser humano com os insetos abrangeu diferentes culturas em diferentes aspectos, seja no campo da religião, da medicina, da ciência, da gastronomia, da agricultura, da arte, da indústria e até mesmo do entretenimento.
Na religião, insetos já foram associados ou representados como deuses. Destaca-se nesse respeito o escaravelho-sagrado, um besouro que para os antigos egípcios era a representação do deus Khepri, além de ser considerado um símbolo direto do próprio conceito de reencarnação. Sua importância para os egípcios se manifestou na própria escrita hieroglífica, além de muitas jóias, ornamentos e estátuas que confeccionavam em dedicação e em referência a este inseto. Já o uso de insetos na alimentação humana, ou antropoentomofagia, também tem sido considerado uma atividade milenar e que é praticada até hoje em muitos países.
O interesse medicinal quanto aos insetos também é tão antigo quanto a sua presença na religião. Muitos insetos são peçonhetos, isto é, inoculadores de substâncias venenosas ou alérgicas. Outros insetos são transmissores de doenças. Essas características têm impactado na saúde do ser humano de tal modo que a elaboração de remédios ou antídotos contra a picada de insetos logo se tornou uma necessidade, tendo em vista que colocam a vida humana (ou até mesmo animal) em risco. Com isso, tão logo desenvolveu-se também a ciência responsável por estudar os insetos e seus hábitos, denominada Entomologia.
Com o desenvolvimento da entomologia, os insetos passaram a ganhar maior atenção na agricultura e na indústria, impactando fortemente a economia. O estudo das espécies consideradas pragas e que trazem prejuízos às plantações logo possibilitou medidas mais efetivas de combate, como a invenção de pesticidas e de agrotóxicos, ou mesmo o uso de outros insetos como forma de controle de pragas. Já na indústria, a produção de mel (apicultura) e a produção de seda são algumas das atividades de maior importância nesse respeito, trazendo benefícios econômicos a nível mundial.

## Interesse cultural

### Insetos na alimentação

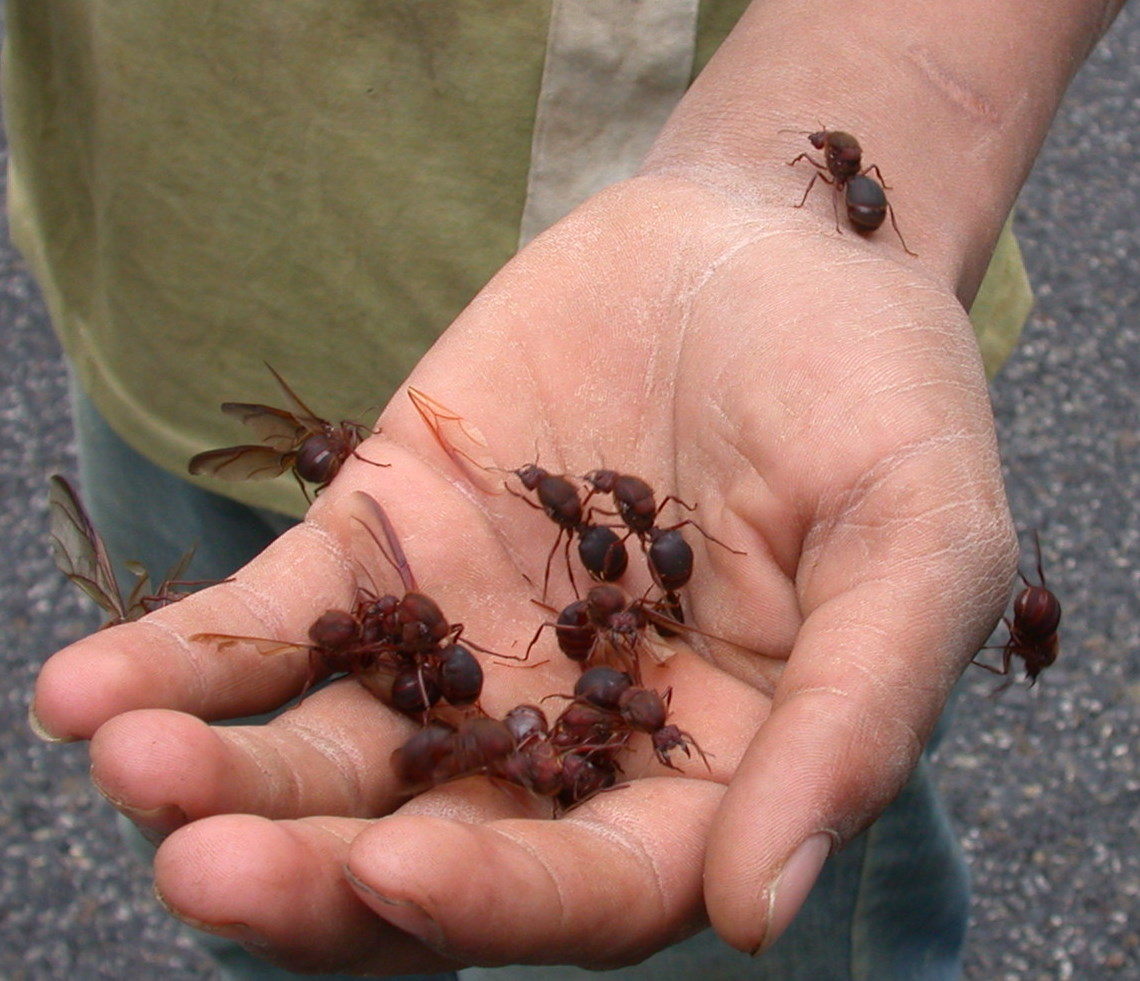
No Brasil e em muitos outros países da América do Sul, existe a tradição indígena de se preparar abdomes de tanajuras (Atta sp.) e consumi-los como no caso da farofa de içá.

Os insetos fazem parte da cadeia alimentar de muitas espécies de animais, mas também, estão incluídos como alimentos pelos seres humanos em muitas culturas, sejam antigas ou modernas. Dá-se o nome de entomofagia ao hábito de se utilizar insetos como alimentos. Há registros de insetos sendo utilizados como comida em praticamente todos os continentes, com exceção apenas de regiões onde os próprios insetos não são comuns, como a Antártida e outras zonas polares.

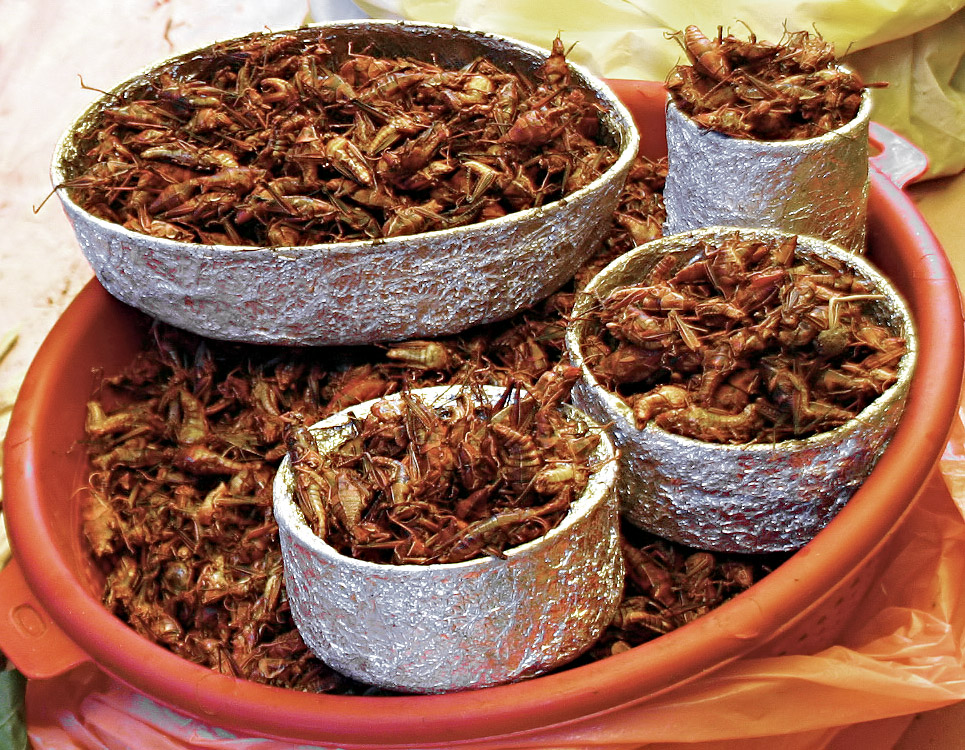
Chapulines, uma iguaria mexicana feita com gafanhotos.

É amplamente conhecido que os insetos são ricos em proteínas. Algumas pesquisas têm indicado que, em comparação com a carne vermelha, chegam a ser muito mais protéicos. Outros pesquisadores, inclusive da ONU, têm sugerido que os insetos podem ser uma grande ajuda no combate a fome mundial, tendo em vista que a manutenção de insetos para consumo é relativamente de baixo custo, além do fato de que muitas espécies comestíveis se proliferam em grandes quantidades. Devido à sustentabilidade oferecida pela entomofagia, há até mesmo quem sugira a ideia de que os insetos serão o alimento do futuro.
Embora os benefícios da entomofagia sejam constatados, na maioria dos países, a entomofagia ainda é considerada um tabu. Muitas pessoas possuem certos preconceitos à ideia de se utilizar insetos como alimentos, seja por questões de fobias, nojo ou pela associação que estas fazem ao fato de que muitos insetos são também transmissores de doenças. Os defensores da entomofagia, no entanto, defendem que alimentar-se de insetos pode ser um hábito completamente seguro e saudável, ao passo que as condições de higiene na criação e preparo dos mesmos sejam observadas como em qualquer outro alimento industrializado ou não.

### Insetos na religião
Os hábitos de alguns insetos têm sido observados pelo homem há milhares de anos, e em alguns casos, lhes foram atribuídos significados espirituais ou representações religiosas.

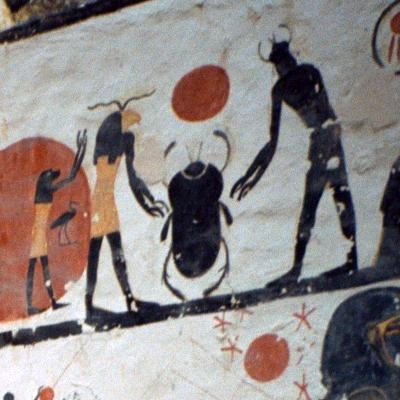
Hieróglifos egípcios retratando um escaravelho-sagrado.

Na religião do Antigo Egito, por exemplo, besouros rola-bosta eram considerados sagrados. Uma determinada espécie de besouro rola-bosta representava o deus Khepri, associada ao renascimento, ou reencarnação. A divindade era responsável inclusive pelo "movimento solar" aparente que os egípcios observavam. A espécie é conhecida até hoje como escaravelho-sagrado e mesmo o seu nome científico, Scarabaeus sacer, faz referência a este fato, já que "sacer", em latim, significa "santo".
Como muitos besouros rola-bosta esses insetos, quando adultos, preparam bolinhas com as fezes de outros animais, como o gado. Em seguida, transportam essas bolinhas para um local adequado onde colocarão seus ovos dentro delas. As larvas desses besouros, quando nascem, se alimentam da própria bolinha de excremento preparada pelos seus progenitores e ali dentro se desenvolvem. Os antigos egípcios observavam os besouros adultos preparando essas bolinhas de excremento e logo após, morrerem. Tempos depois, observavam que novos besouros emergiam dessas bolinhas. Logo, desconhecendo o ciclo de vida natural desses insetos, deduziam que nesse processo, os besouros morriam e reencarnavam. Assim, o escaravelho-sagrado tornou-se símbolo da reencarnação.

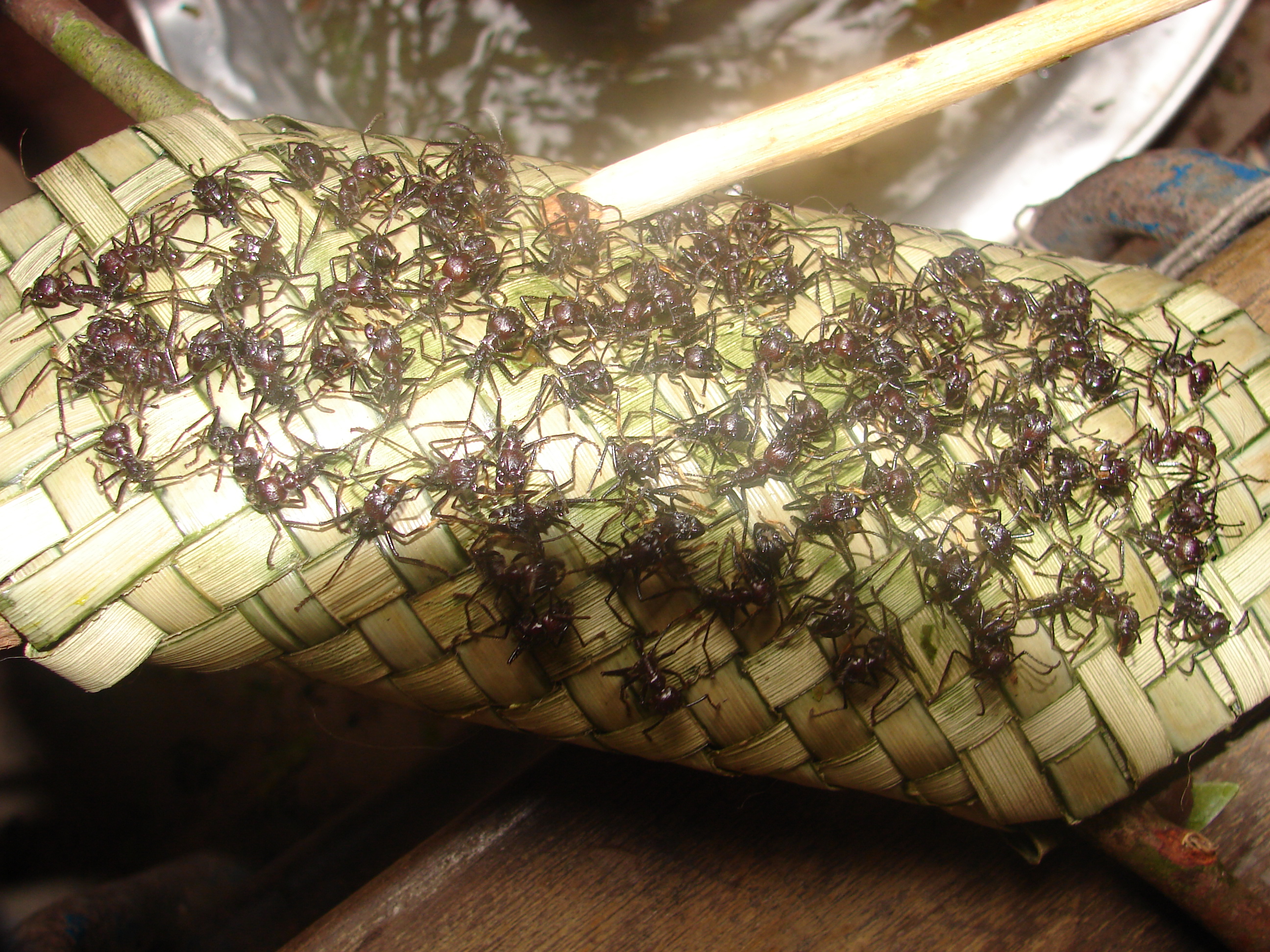
Luva trançada com formigas-tucandeiras, usada nos rituais de passagem do Maués.

Também no Brasil, insetos são relacionados por tribos indígenas a rituais de passagem. Na tribo dos Maués, os homens que chegam à puberdade são submetidos a um ritual onde precisam vestir luvas de palha trançadas com dezenas de formigas-tucandeiras vivas. Essas formigas, que pertencem ao gênero Paraponera, são consideradas as maiores espécies de formigas do mundo, bem como as de picada mais dolorosa conhecida pelo homem. A dor da picada é tão intensa que o nome popular dessas formigas na língua inglesa é bullet ant, literalmente "formiga bala", já que pessoas picadas pela formiga comparam a sensação ao serem picados à dor de ser baleado por um disparo de arma de fogo.
Na tribo Maué, cada índio precisa suportar usar essas luvas por cerca de 15 minutos, enquanto realiza uma dança ritualística acompanhado por outros índios. Durante esse período, o índio recebe dezenas de picadas das formigas, o que o faz terminar a dança extremamente debilitado. Entre os efeitos colaterais, o índio pode passar todo o resto do ritual com as mãos completamente inchadas, com vermelhidão nos olhos, câimbras e até mesmo febre. No entanto, para um Maué, o ritual é extremamente importante, servindo de prova de que o jovem capaz de suportar tamanha dor, está disposto a entrar na vida adulta.

### Insetos na literatura

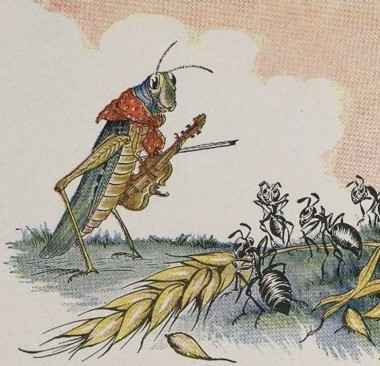
Ilustração de "O gafanhoto e a formiga", por Milo Winter (1919).

Ao longo dos séculos, os insetos têm chamado a atenção de muitos escritores e poetas, quer sejam representados como animais, de fato, quer sejam personagens antropomorfizados. Neste respeito, há uma ampla gama de contos e fábulas muito populares abrangendo os insetos de algum modo, sendo em alguns casos, até mesmo os personagens principais da obra.
Mesmo em manuscritos antigos, como os que compõem a Bíblia, alguns insetos são usados em passagens proverbiais com fins de encorajamento ao homem. Certa passagem bíblica menciona "Observe a formiga, preguiçoso, reflita nos caminhos dela e seja sábio!" (Provérbios 6:6), em referência ao fato de as formigas serem um exemplo para nós, por trabalharem incessantemente.
Uma fábula particularmente muito famosa tem como título O gafanhoto e a formiga (na versão original: a cigarra e a formiga) que faz parte das chamadas Fábulas de Esopo, escritas há milhares de anos na Grécia Antiga. Na fábula, onde os personagens principais são antropomorfizados, há diálogos entre uma formiga muito trabalhadora e um gafanhoto absolutamente despreocupado com o amanhã, vivendo apenas em prol de sua cantoria e indiferente à importância do trabalho da formiga em armazenar comida.
Após a passagem das estações e com a chegada do inverno, a formiga passa a dispor de grande quantidade de mantimentos, ao passo que o gafanhoto vê-se completamente sem recursos e diante da fome. O gafanhoto decide ir até a moradia da formiga para pedir ajuda, mas a formiga, a princípio, recusa-se a ajudá-lo, alegando que sua condição era merecida, já que não fez qualquer esforço em guardar mantimentos. Ao ver o gafanhoto à beira da morte, porém, a formiga se arrepende e decide compartilhar sua comida com o gafanhoto.

### Insetos na arte

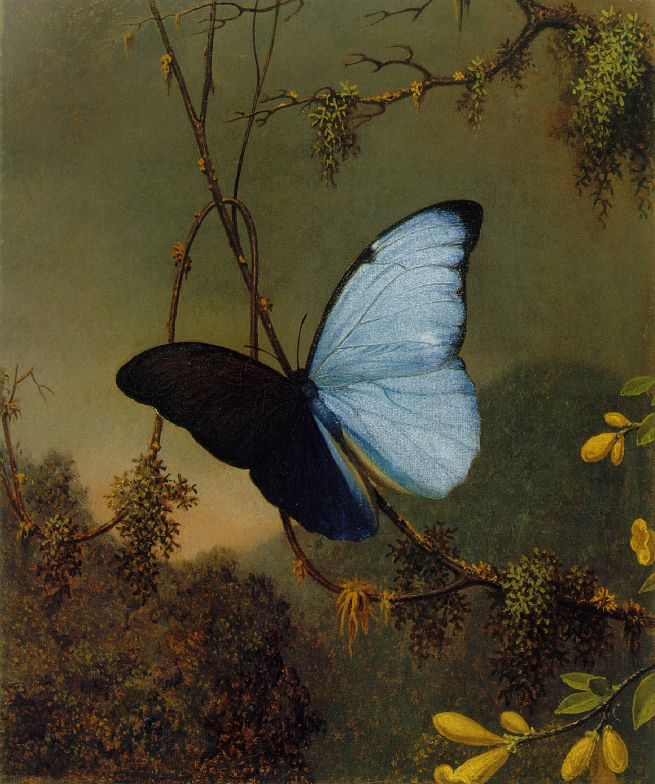
Uma borboleta Morpho em meio a uma floresta do Brasil. Pintura de Martin Johnson Heade.

Na pintura, há insetos que são praticamente indissociáveis de muitas paisagens típicas, sejam elas de flores, jardins, campos floridos, lagos, córregos, etc. Por isso, os insetos mais comuns em obras de arte que retratam certa serenidade do mundo natural costumam ser as borboletas e as libélulas. Neste respeito, muito conhecidos são os trabalhos do pintor holandês Otto Marseus van Schrieck (1613-1678), quase sempre retratando toda sorte de borboletas entre a flora e fauna, sob o estilo tipicamente naturalista do Século de Ouro dos Países Baixos. Outros artistas também muito conhecidos por seus trabalhos relacionados a insetos são Jan van Kessel (1626-1679) e Ernst Haeckel (1834-1919), sendo este último um grande pesquisador em Zoologia, autor da aclamada obra Kunstformen der Natur (Formas de Arte na Natureza), publicada em 1904.

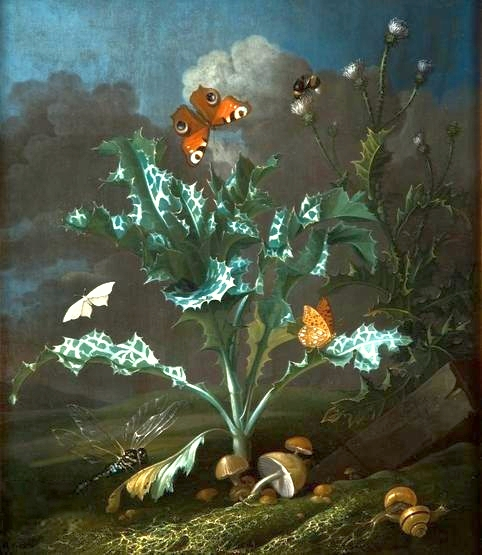
Thistles and butterflies, por Otto Marseus van Schrieck, 1660.
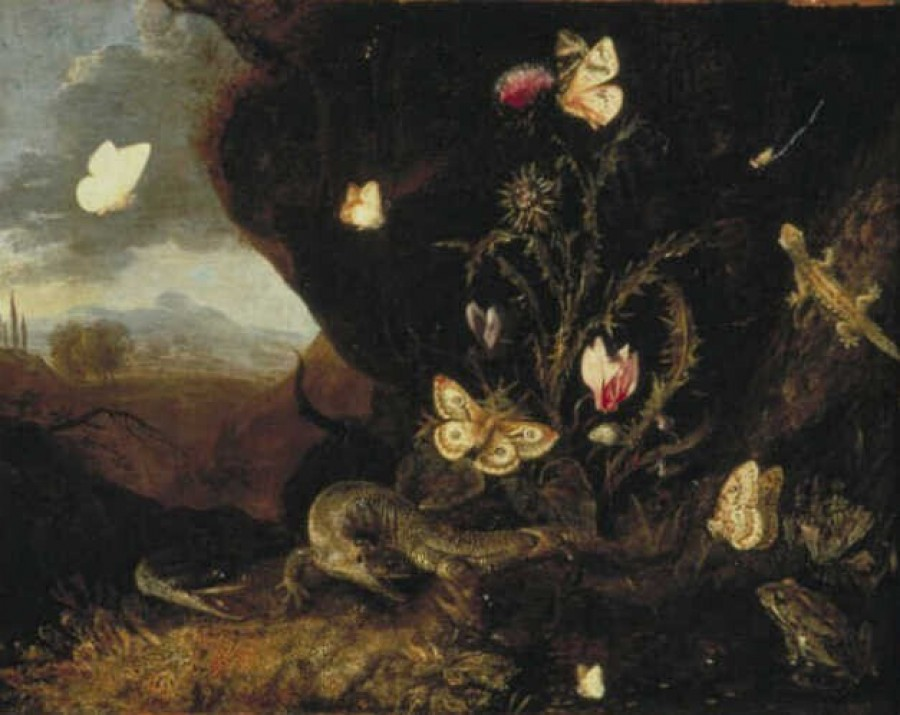
Landscape with Insects, Cyclamen and Thistle, por Otto Marseus van Schrieck, 1660.
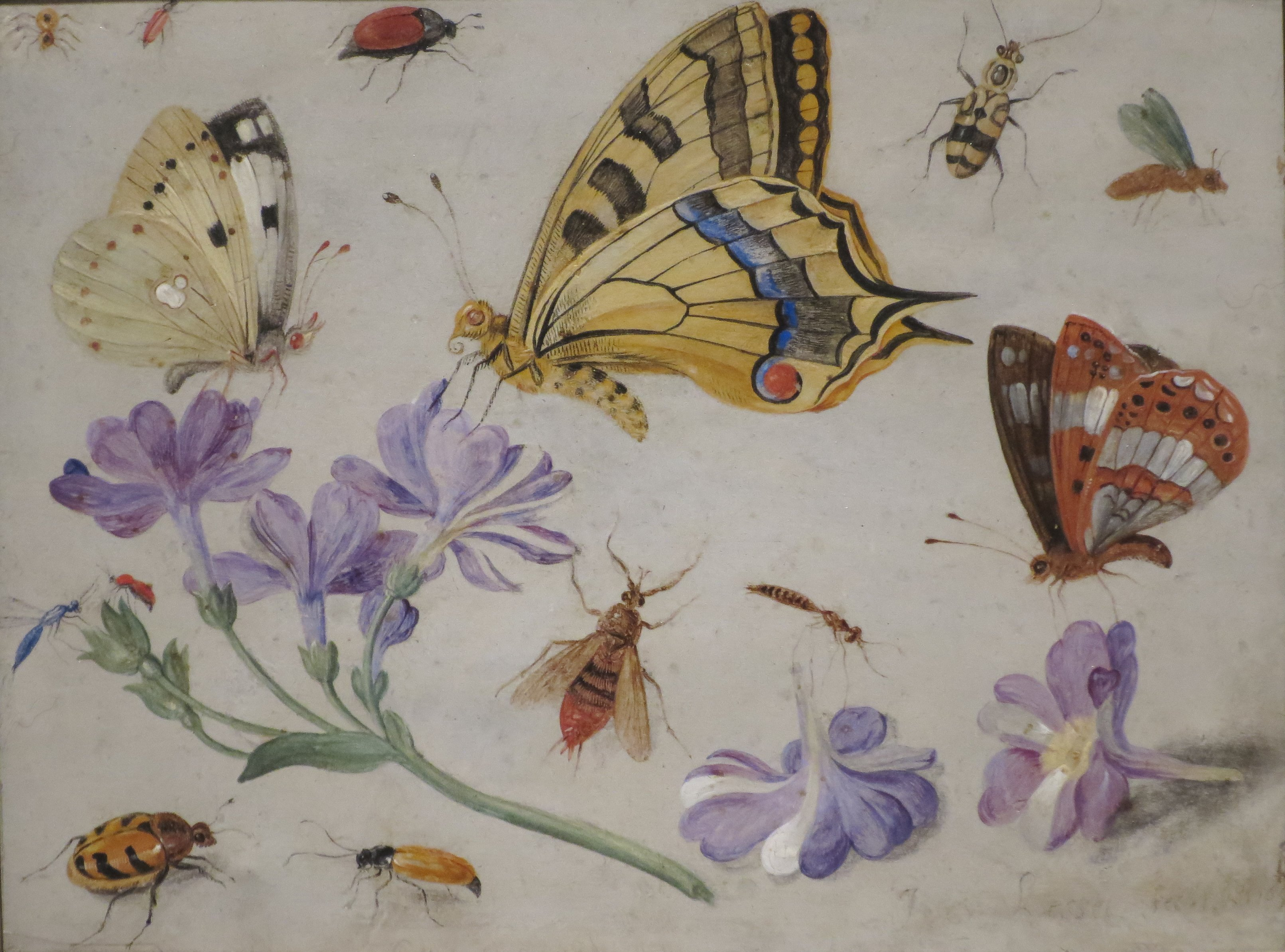
Butterflies, Other Insects, and Flowers, por Jan van Kessel, 1659.
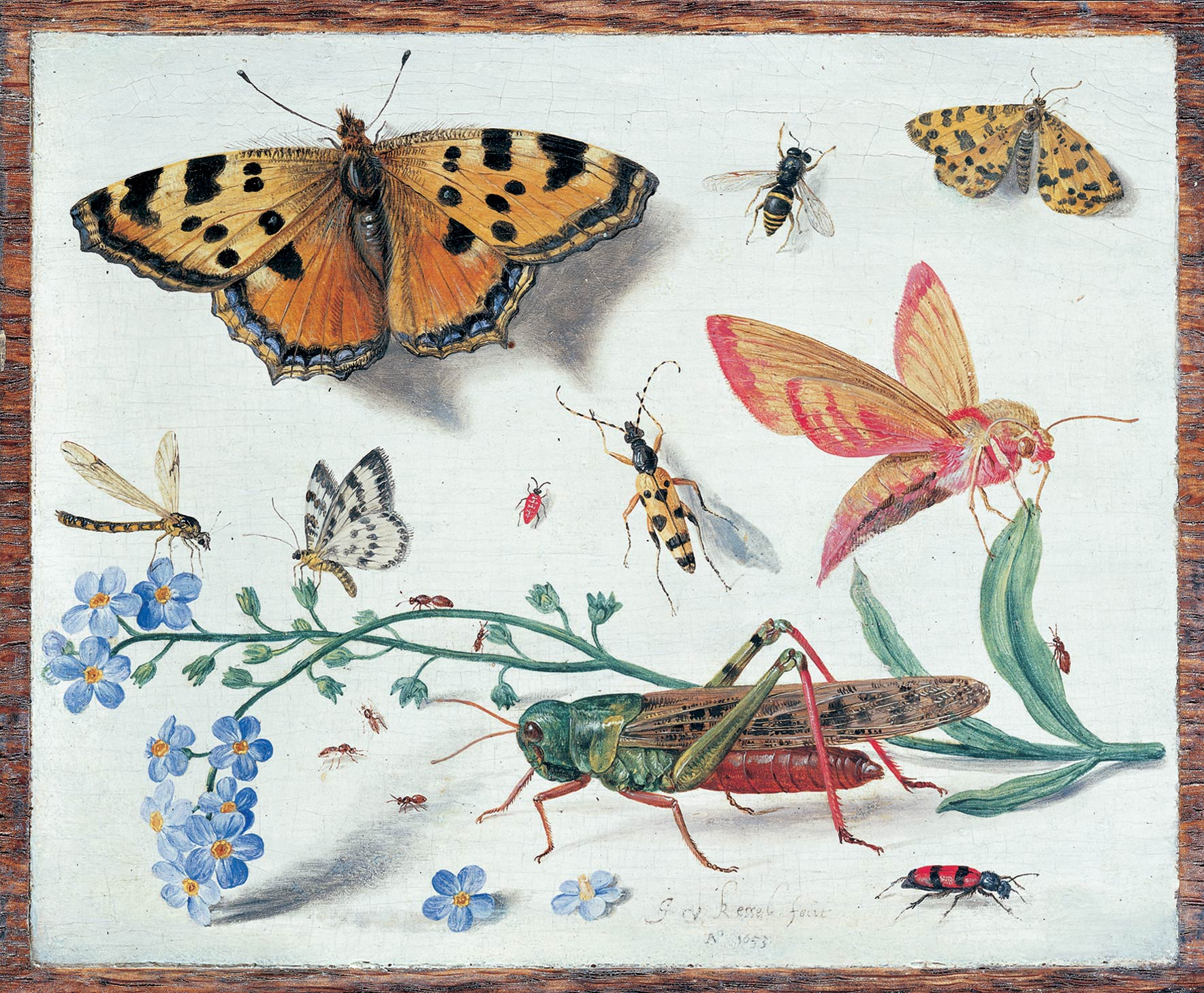
Obra sem título, por Jan van Kessel, 1653.
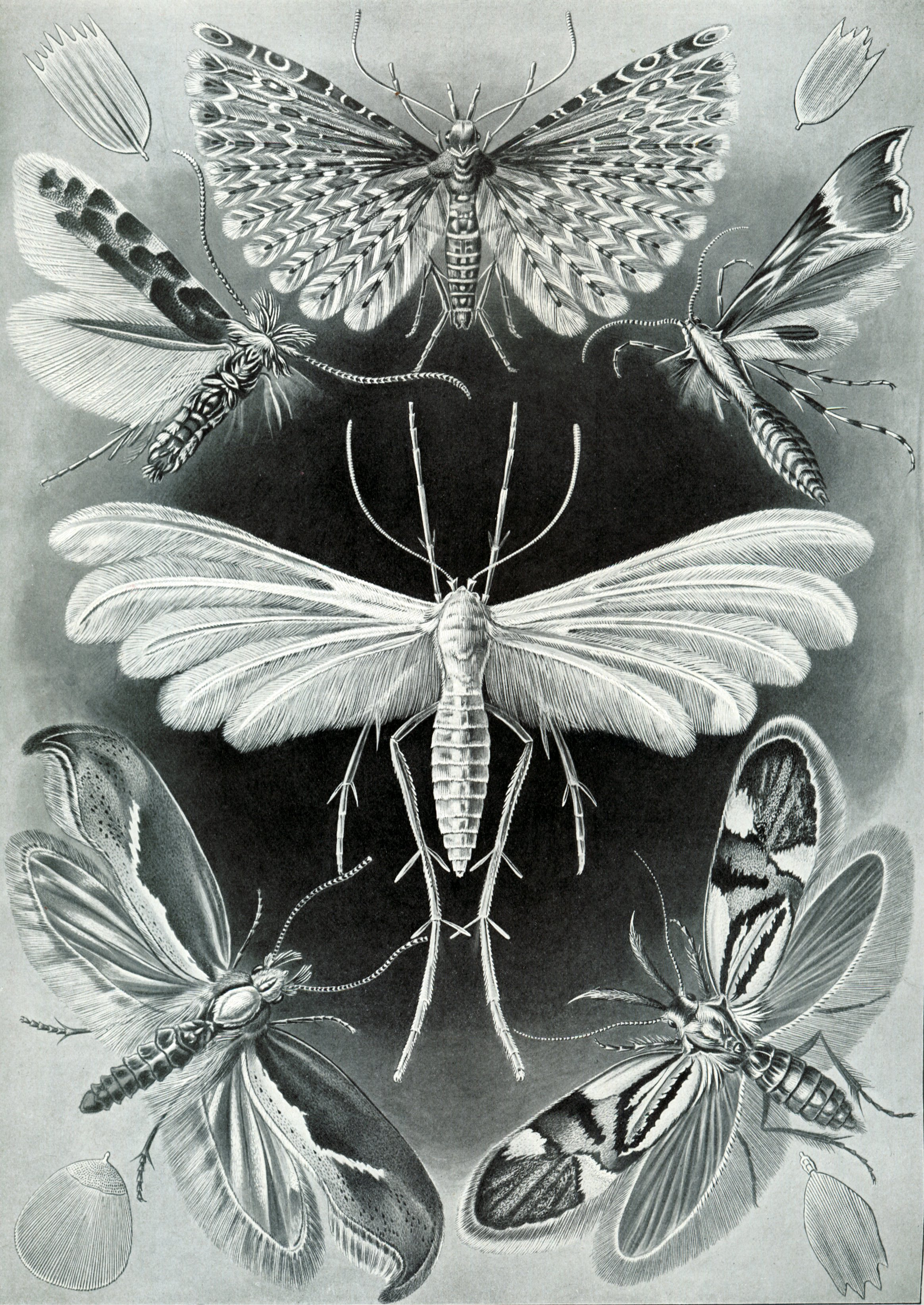
Tineida, por Ernst Haeckel, 1904.

### Insetos na música
Os insetos já serviram de inspiração para músicos consagrados do estilo clássico. Uma das composições clássicas mais conhecidas do mundo têm como inspiração justamente o voo de um inseto. Essa música foi composta por volta de 1899 ou 1900 por Nikolai Rimsky-Korsakov e leva como título "Flight of the Bumblebee", literalmente "voo do mamangaba", porém, costumeiramente traduzido para o português como "voo do besouro".
- Problemas na execução dos arquivos? Veja Introdução à mídia.

No Brasil, diversas cantigas de roda infantis fazem referências a insetos, dentre elas "A pulga e o percevejo" e "A barata diz que tem..." são as mais populares.

### Insetos na educação

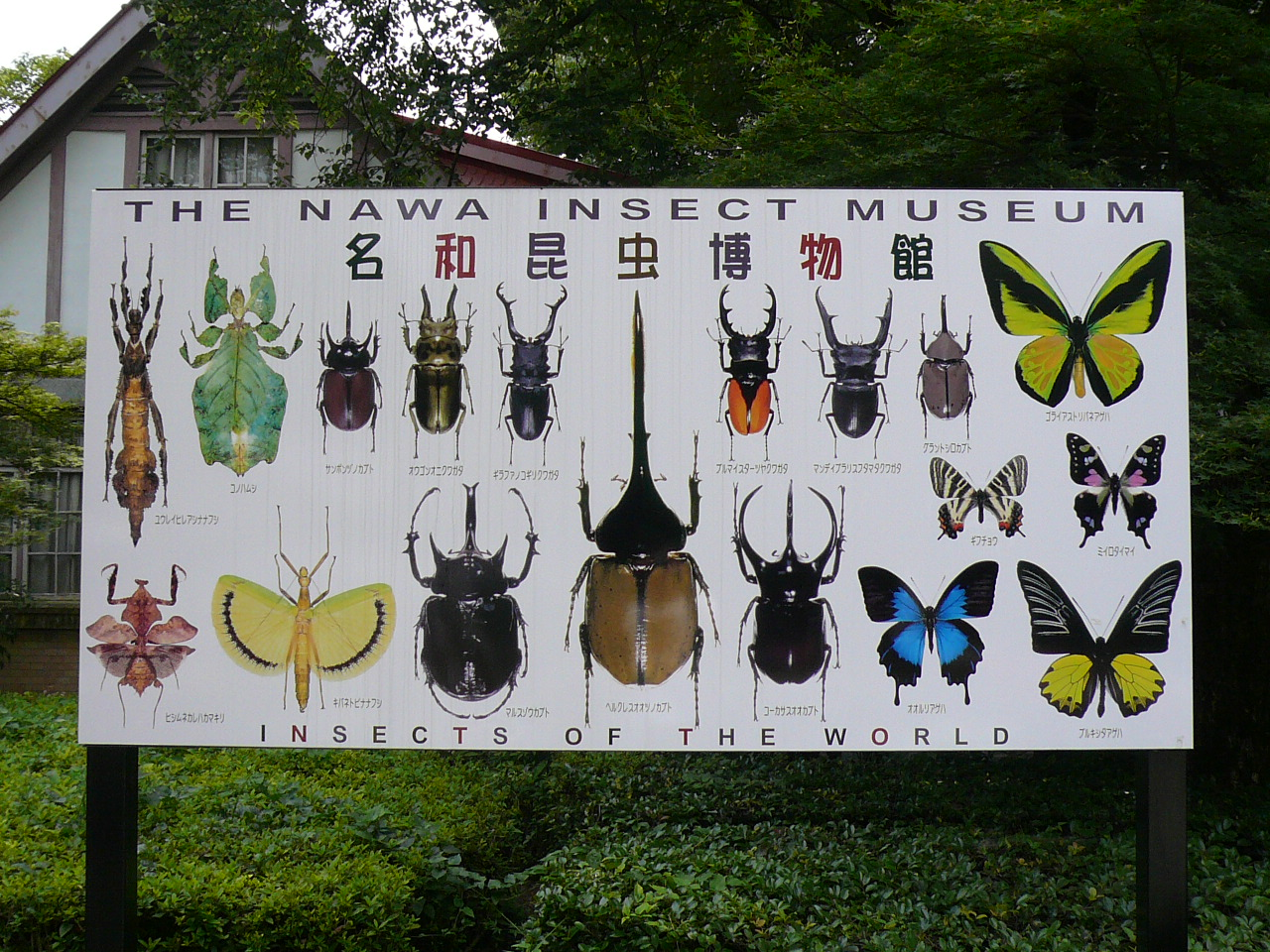
Um museu dedicado aos insetos em Gifu, no Japão.

Em muitas escolas e outras instituições de ensino, recorre-se aos insetos como forma de se estimular o interesse dos alunos pela vida animal. Insetos costumam ser o foco já que além de pequenos, são fáceis de serem capturados, mantidos, transportados e alimentados. Em muitos países, professores acompanham seus alunos em excursões para os campos onde os alunos são instruídos a apanhar o maior número de insetos possível, levando-os, posteriormente para a sala de aula, para que sejam estudados.
Existem também muitos museus dedicados apenas a insetos, onde os visitantes podem conhecer sua ampla variedade de espécies, bem como tomar conhecimento de sua importância e da necessidade de preservação dos biomas onde vivem. Museus desse tipo desempenham um papel importante na conscientização ambiental da sociedade, que em muitos casos, desconhece boa parte das espécies nativas de seu próprio país.

### Insetos como entretenimento

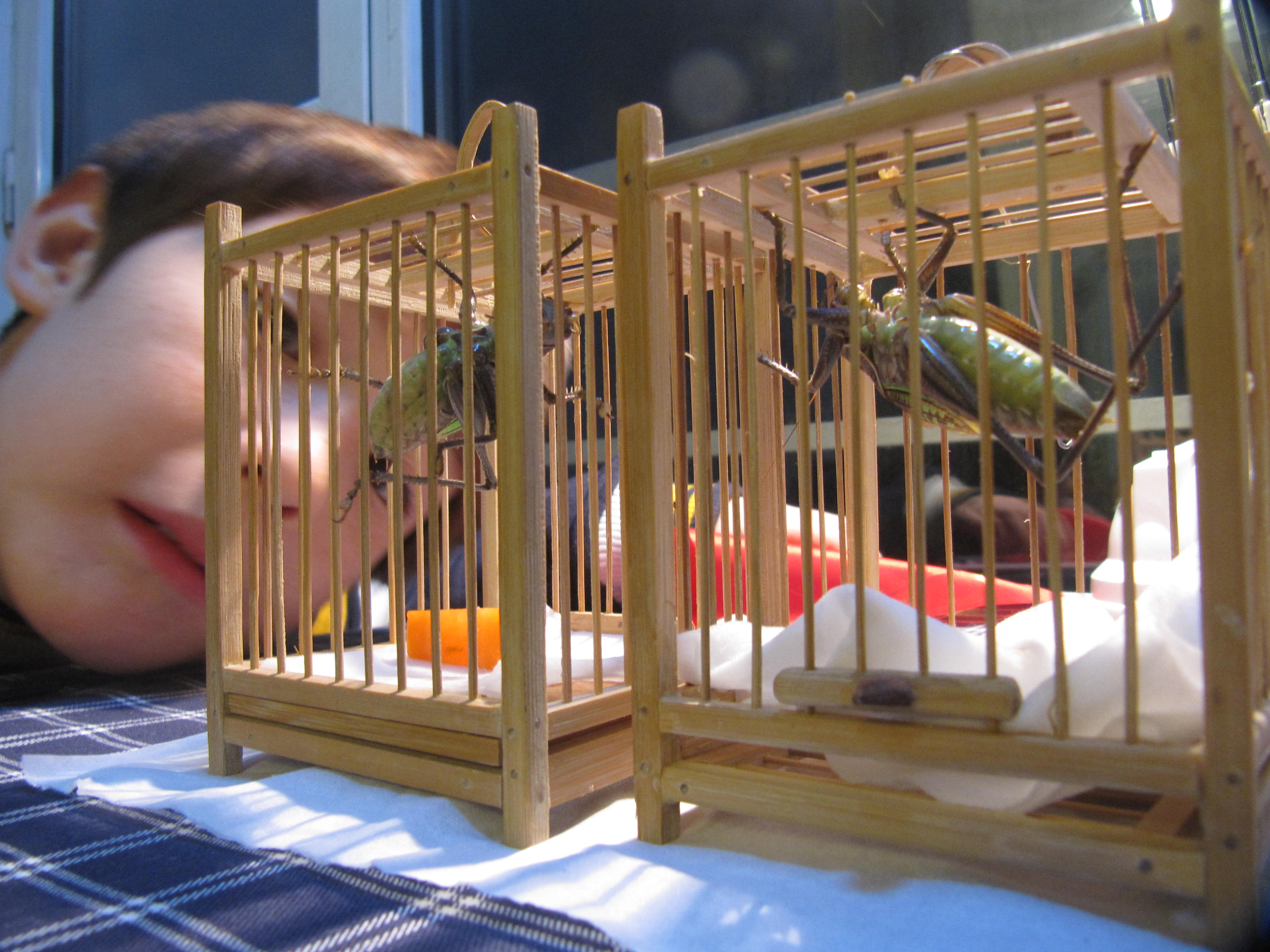
Grilos mantidos em gaiolas, em Pequim, China.

Em muitas regiões da Ásia, mais destacadamente China e Japão, certas espécies de grilos costumam ser criadas em gaiolas por causa do "canto" gerado por estes insetos, assim como pássaros também o são. Essa sonoridade gerada pela fricção das patas com as asas, consideradas agradáveis, é ainda acompanhada de uma série de superstições orientais que atribuem a estes insetos simbolismos de boa sorte.

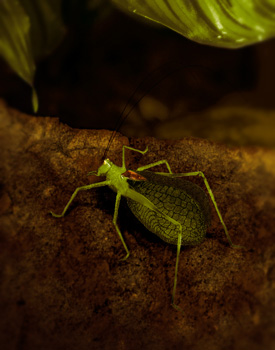
Representação artística de um Tananá em ambiente natural.

No Brasil uma prática semelhante foi descrita pelo naturalista Henry W. Bates, no século XIX. Ao visitar o município de Óbidos, no Pará, Bates descreveu uma espécie de esperança (parente próximo dos grilos e gafanhotos) que os nativos, tal como os asiáticos, igualmente colocavam em gaiolas para ouvirem o seu canto. No entanto, segundo Bates, o canto desta espécie, conhecida como Tananá (Thliboscelus hypericifolius) era, sem dúvidas, o mais alto e mais extraordinário canto gerado por um inseto desse tipo. Além do som produzido ser extremamente musical, era potente o suficiente para ser ouvido há uma milha de distância. Acredita-se que este tenha sido o primeiro registro de insetos sendo usados como entretenimento na América do Sul.
Além da apreciação sonora, a observação de insetos, assim como a observação dos pássaros, também pode ser considerada uma forma de entretenimento. Neste respeito, é cada vez mais comum, em muitos países, a instalação de grandes jardins cobertos com telas e que funcionam como borboletários, onde visitantes podem entrar e acompanhar de perto não apenas o voo das mesmas por entre as flores, mas inclusive o seu ciclo completo de desenvolvimento, desde o ovo. Muitos desses borboletários acabam por se transformar em pontos turísticos.

### Insetos como animais de estimação

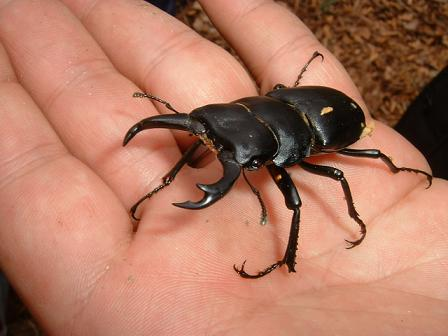
Besouro Lucanidae, inseto muitas vezes adquirido como animal de estimação no Japão.

Embora não seja uma prática comum na maioria dos países, a criação de insetos como animais de estimação é uma prática relativamente comum na Ásia. Em países como Japão, China e Coreia do Sul, diversas espécies de besouros são vendidas em lojas do tipo Pet shop. No verão desses países, quando os insetos entram no auge de sua atividade, é muito comum a coleta de várias espécies nos parques, bosques e florestas.

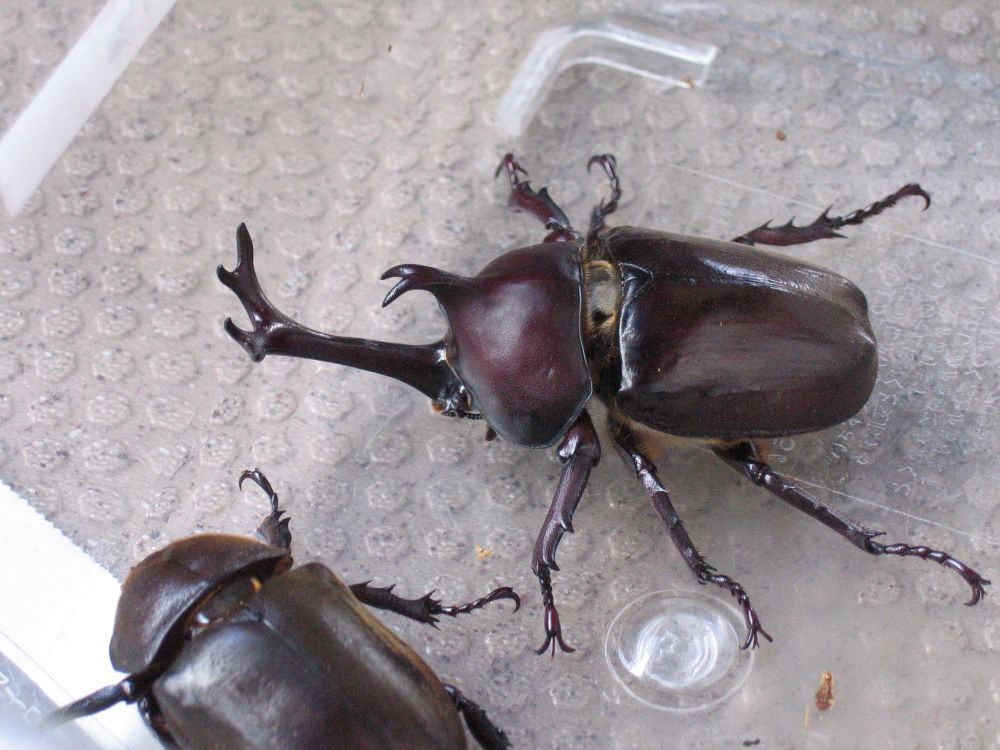
Besouro Allomyrina, comum na cultura popular do Japão.

Dentre as espécies asiáticas favoritas para criação, encontram-se os besouros do gênero Allomyrina, conhecidos no Japão como Kabutomushi (カブトムシ), nome que significa literalmente "bicho capacete", tendo em vista que estes besouros-rinocerontes assemelham-se aos capacetes usados pelos samurais japoneses. Também são apreciadas várias espécies da família Lucanidae, a qual os japoneses chamam de Kuwagatamushi (クワガタムシ) e que são muito conhecidos pelas mandíbulas enormes que possuem.
Espécies originárias de outros continentes também são muito procuradas pelos criadores asiáticos. Dentre essas, o besouro-hércules (Dynastes hercules), nativo das florestas tropicais da América do Sul (incluindo Brasil) e também da América Central, é um dos grandes favoritos, não apenas pelas grandes dimensões, mas também pela beleza e exotismo que apresenta. Do continente africano, o besouro-golias (Goliathus sp.), considerado um dos mais pesados do mundo, também costuma ser bastante requisitado.

## Interesse científico

### Insetos na medicina

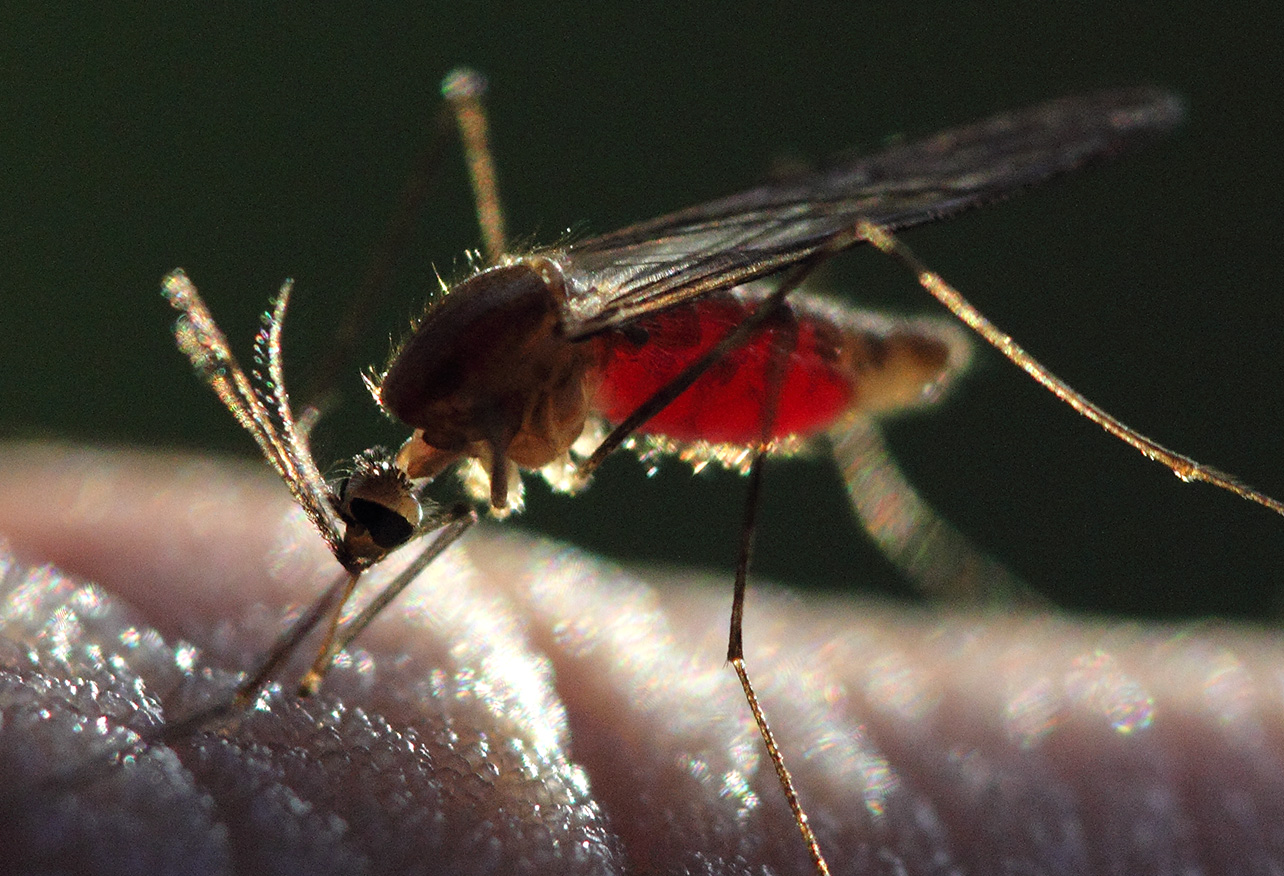
Muitos insetos podem afetar diretamente a saúde do ser humano.

O interesse medicinal em razão dos insetos ocorre de diversas maneiras. Muitos insetos, para executarem ataque ou defesa, são providos de peçonhas com as quais são capazes de injetar venenos ou substâncias alérgicas em suas vítimas. Isso pode afetar diretamente a saúde da mesma, que poderia ser outro animal ou mesmo o ser humano. O poder dessas toxinas varia de acordo com as espécies, podendo causar nos humanos dor local e inchaço, mas também, em casos mais graves é possível até mesmo que leve o indivíduo à morte. Por isso, tentativas de amenizar os efeitos colaterais das picadas dos insetos têm sido feitas já há milhares de anos.

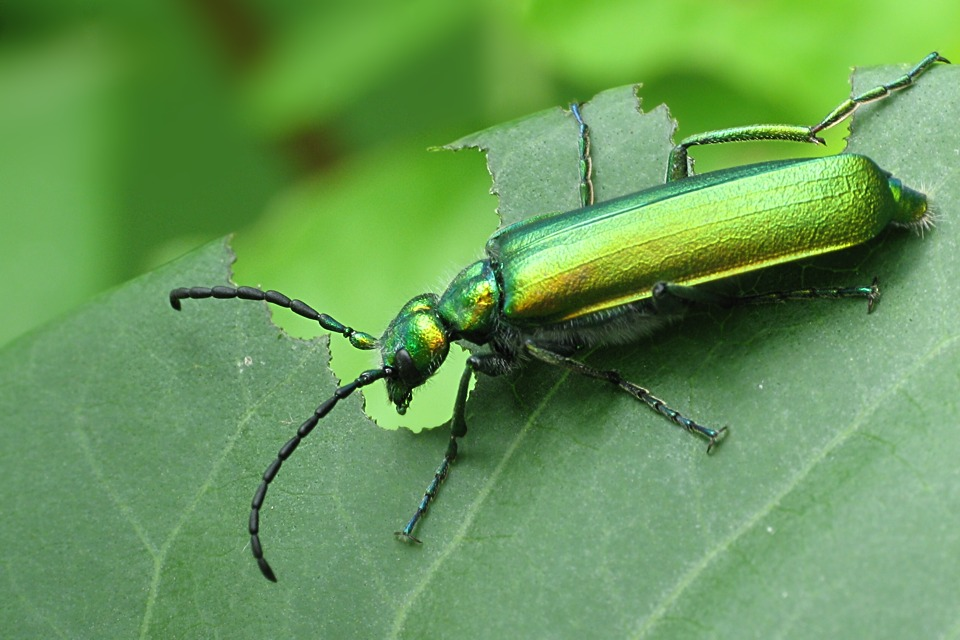
Lytta vesicatoria é uma espécie de besouro a qual já se atribuiu propriedades afrodisíacas.

Na medicina tradicional chinesa (MTC), por sua vez, há insetos que são usados como medicamentos naturais. Determinada espécie de formiga chinesa (Polyrhachis vicina) possuiria supostas propriedades curativas e é utilizada especialmente pelos idosos. Diz-se que há substâncias nessas formigas que prolongam a vida, possuindo propriedades anti-envelhecimento, de melhora de QI, aumento da virilidade e da fertilidade. O extrato dessa formiga chinesa é tipicamente consumido misturado com vinho. Embora muitas das alegações da MTC não possam ser comprovadas, existe, de fato, interesse recente nas qualidades medicinais dessas formigas por pesquisadores britânicos, o que os têm levado a investigações sobre a capacidade do extrato deste inseto servir como agente de combate ao câncer.
De maneira similar, no Brasil, pesquisadores e médicos têm se interessado grandemente por uma espécie de vespa muito agressiva, porém, cujo veneno contém uma toxina do tipo MP1, considerada de alto poder de combate à células do câncer. A vespa, que pertence à espécie Polybia paulista, ocorre em algumas regiões de São Paulo e Minas Gerais. De acordo com os pesquisadores, a toxina produzida pela vespa é capaz de destruir as células cancerígenas sem prejudicar as células saudáveis, o que pode trazer avanços significativos e inovadores para o tratamento do câncer.

### Insetos na ciência

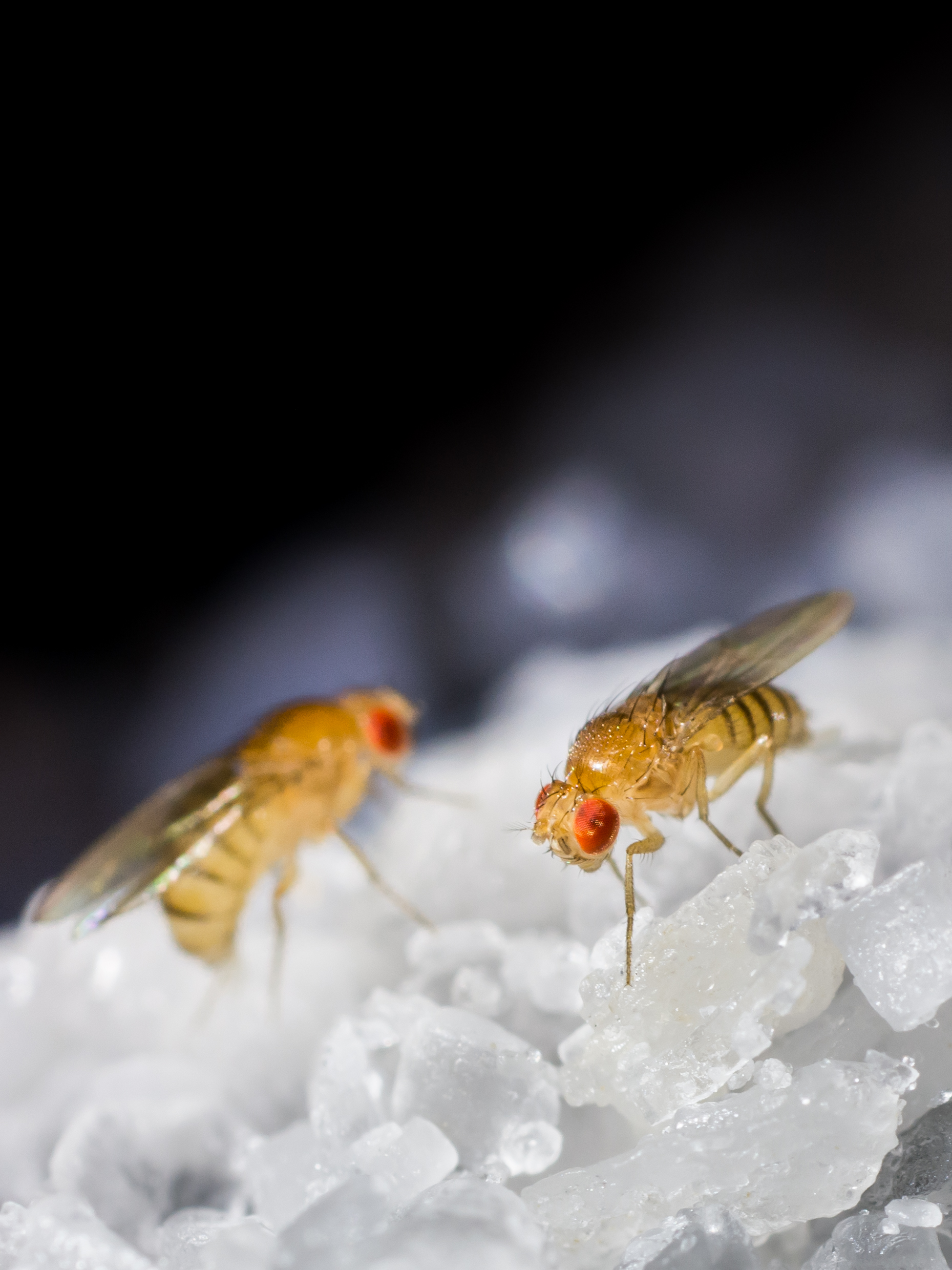
A mosca-das-frutas comum é muito utilizada em pesquisas genéticas.

Os insetos desempenham um papel muitíssimo importante na pesquisa biológica. Devido ao seu pequeno tamanho, curto tempo de geração e alta fecundidade, a mosca comum das frutas Drosophila melanogaster foi selecionada como um organismo modelo para estudos da genética de seres eucariontes superiores. D. melanogaster tem desempenhado uma parte essencial dos estudos de princípios como Linkage genético, interações entre genes, genética cromossômica, biologia evolutiva do desenvolvimento, comportamento animal e evolução. Como os sistemas genéticos são bem conservados entre os eucariontes, a compreensão dos processos celulares básicos, como a replicação do DNA ou a transcrição nas moscas da fruta, ajuda os cientistas a entender esses processos em outros eucariontes, incluindo seres humanos. O genoma de D. melanogaster foi sequenciado em 2000, refletindo o importante papel da mosca da fruta na pesquisa biológica. 70% do genoma da mosca é semelhante ao genoma humano, apoiando a teoria darwiniana da evolução de uma única origem da vida.

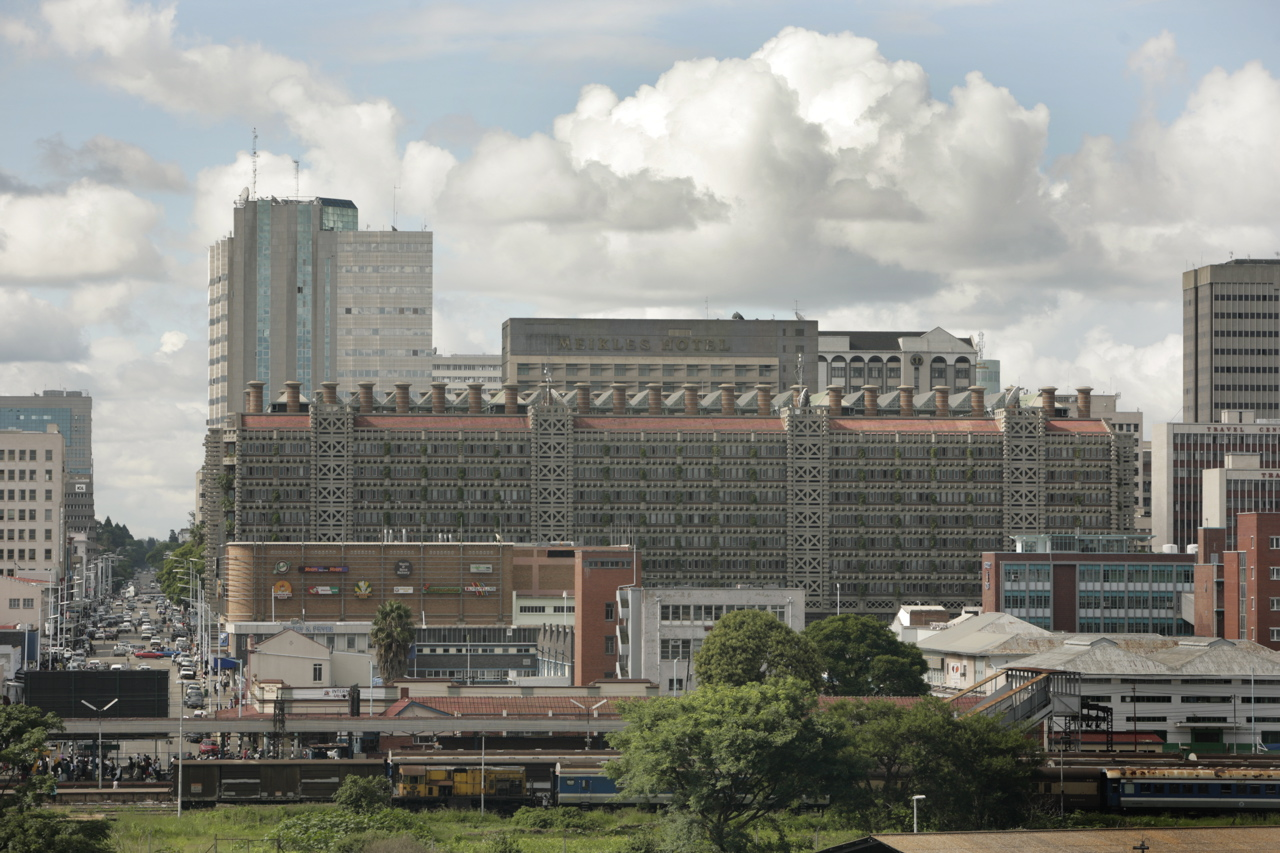
Eastgate Centre, no Zimbábue, é um shopping center projetado com um sistema de ar condicionado natural, inspirado no que cientistas observaram em cupinzeiros.

Muitos insetos contribuem para o avanço da tecnologia através de adaptações biomeméticas, onde cientistas tentam reproduzir tecnologicamente estruturas benéficas encontradas nos insetos. O conceito de ar-condionado, por exemplo, já era colocado em prática por insetos sociais como os cupins há milhões de anos antes do homem. Várias espécies de cupins constroem os seus cupinzeiros com um sistema de entradas e saídas de ar que permitem a ventilação interna dentro da colônia, mantendo-a refrigerada. Esse sistema foi estudado e posteriormente adaptado com sucesso por engenheiros na construção do Eastgate Centre, um shopping center, no Zimbábue, o que trouxe economia significativa no consumo de energia elétrica do local. Outra característica dos insetos muito investigada por pesquisadores é a sua capacidade de voo e aerodinâmica, de modo que possam aprimorar técnicas usadas em aeronaves, drones ou outros robôs de controle remoto.

## Interesse econômico

### Insetos na indústria

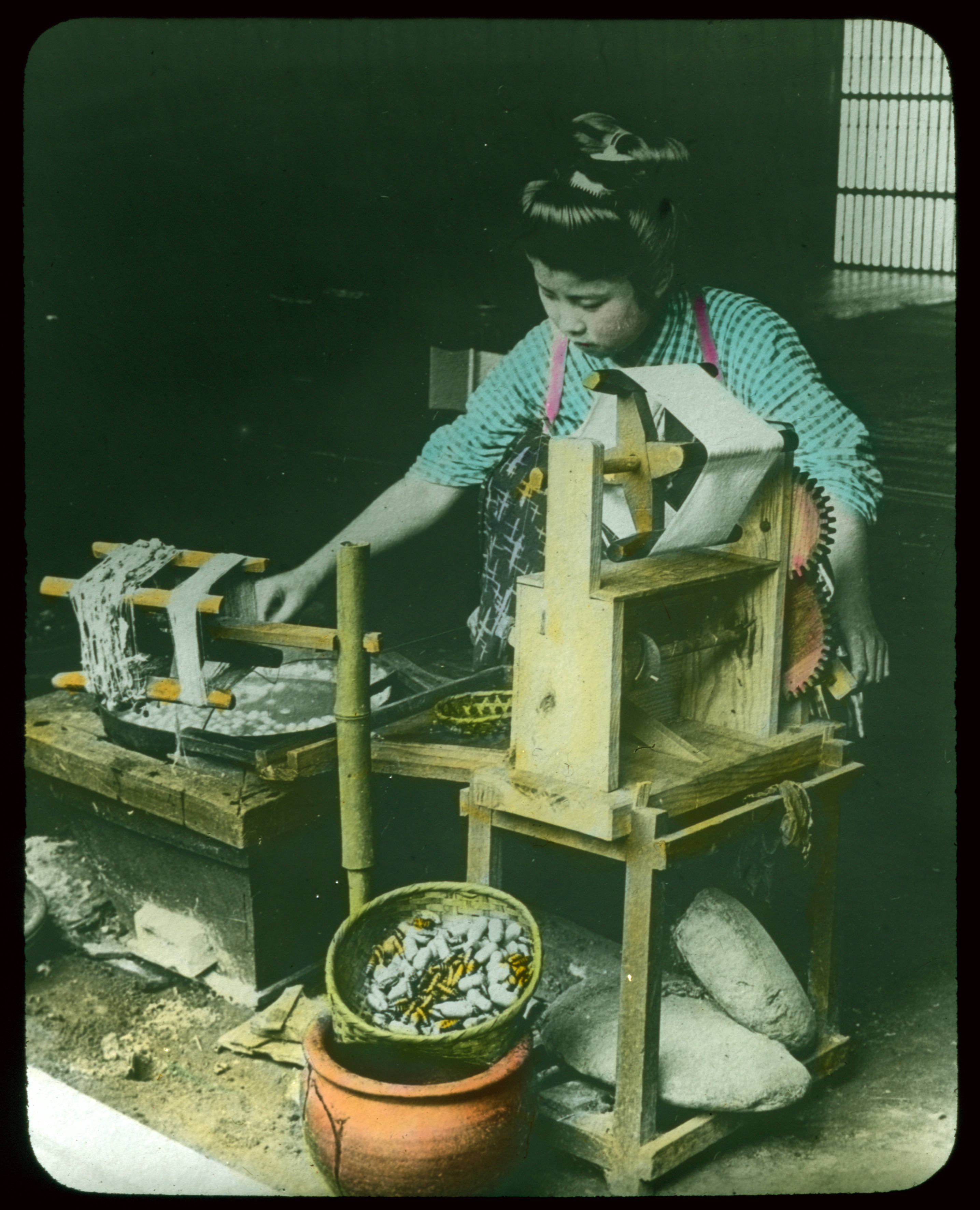
A produção de seda surgiu há 5.000 anos, na Ásia. Na foto, sericultura no Japão (1910).

Na indústria têxtil, a prática da sericultura, isto é, a criação do bicho-da-seda (Bombyx mori) é um dos maiores exemplos do uso de insetos em uma perspectiva industrial. Iniciando-se há quase 5.000 anos, na China, a produção de seda já foi considerada a mercadoria de maior valor daquela nação. A grande qualidade da seda como tecido, incluindo seu brilho e maciez, a fez ser considerada de altíssimo interesse comercial, tornando-se uma matéria prima muito requisitada e indispensável para a confecção de roupas e trajes para a alta sociedade. Tamanha importância da seda, foi o que desencadeou o período comercial conhecido na história como rota da seda.

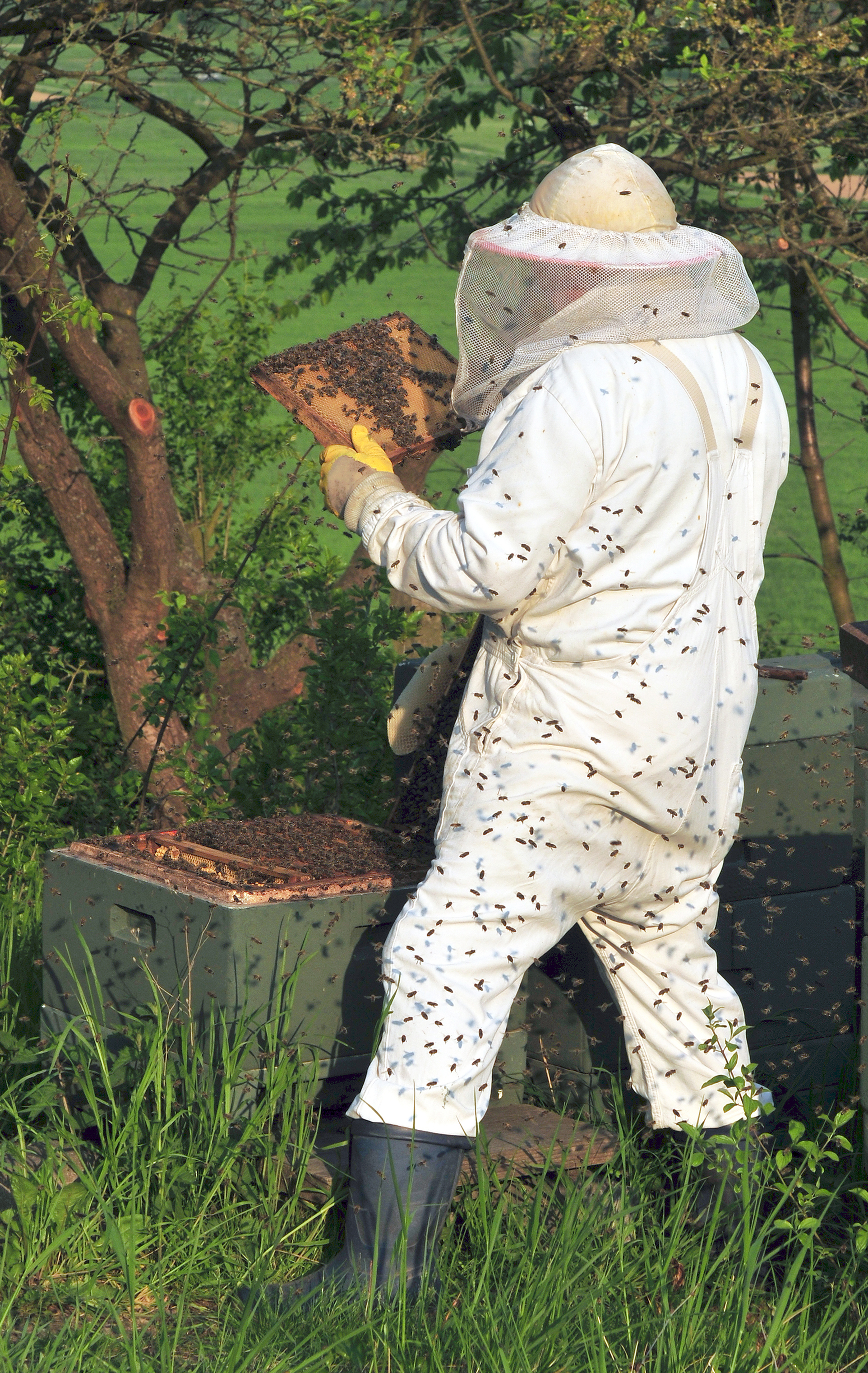
A apicultura movimenta um crescente mercado milionário mundial.

Dado o seu imenso valor no comércio, o modo de confecção da seda era considerado um segredo de estado na China, de modo que o país deteve monopólio da produção de seda por milhares de anos. Por volta do ano 300 d.C., o preparo da seda foi desvendado na Índia e, somente assim, a sericultura foi se espalhando para o resto do mundo. Na era moderna, os maiores produtores de seda são China, Índia, Uzbequistão, Brasil e Irã. Segundo dados da Sociedade Nacional de Agricultura, somente em 2013, no Brasil, o mercado de seda movimentou mais de R$ 29 milhões.
Já na indústria alimentar, destaca-se o uso de abelhas para a produção de mel, ou apicultura. Considerada também uma prática milenar, há registros de seres humanos coletando mel para consumo que datam de 10.000 anos atrás. No entanto, acredita-se que o surgimento da apicultura, com a criação de abelhas em vasos de cerâmica tenha ocorrido no norte da África, há cerca de 9.000 anos. A domesticação das abelhas, por sua vez, é observada no Egito antigo já há 4.500 anos. Por volta dessa época, os egípcios já dominavam a manutenção de colméias simples, o uso de fumaça como forma de dispersar as abelhas e inclusive o condicionamento do mel em frascos de vidro, alguns dos quais foram encontrados até mesmo no túmulo do faraó Tutancâmon.
Somente no século XVIII, com a melhor compreensão da biologia da abelha Apis mellifera, começou-se a desenvolver colméias de madeira, dotadas de pentes móveis, possibilitando que o mel pudesse ser removido sem que a colônia toda fosse destruída. Graças à sua praticidade, esse tem sido até os tempos atuais, o método mais adotado pelos apicultores em todo o mundo. Atualmente os maiores produtores mundiais de mel são a China, Turquia, Estados Unidos, Rússia e Ucrânia. Só nos EUA, a produção de mel tem movimentado U$ 150 milhões por ano.

### Insetos como pragas rurais

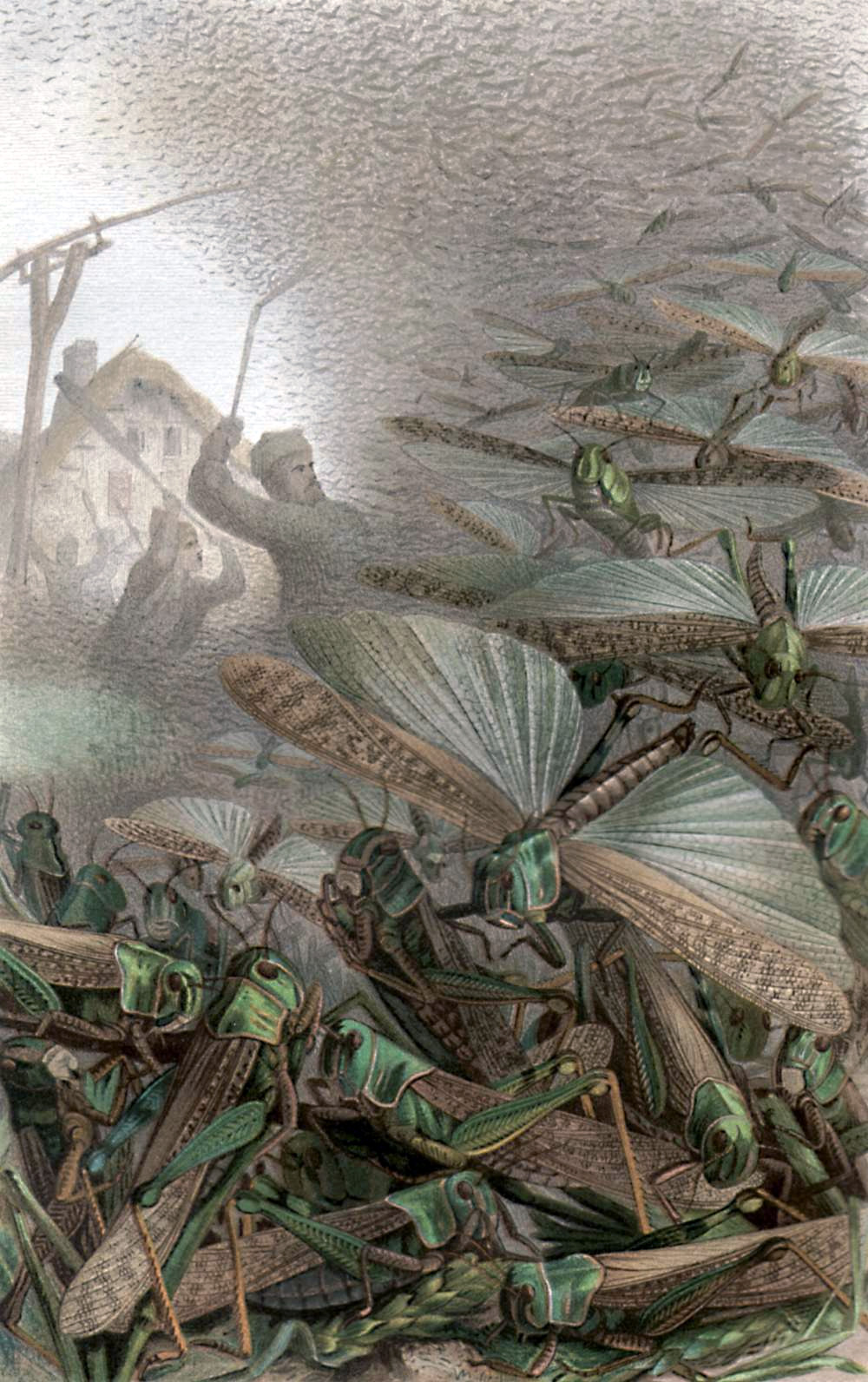
Representação artística de uma praga de gafanhotos.

Os insetos impactam significativamente o ambiente rural. Sendo uma boa parte dos insetos seres herbívoros, as plantações agrícolas podem se tornar alvos para muitas espécies consideradas pragas em potencial, sejam gafanhotos, lagartas, besouros, além de formigas como as Saúvas e Quenquéns. Pode-se dizer que, como pragas, causam prejuízos diretos às plantas, seus produtos e subprodutos. Podem atacar um tecido ou órgão da planta, seus frutos ou sementes e até mesmo competirem com o vegetal na busca por nutrientes.
Estima-se que todos os anos, por danos como esses, os insetos causem prejuízos na agricultura que chegam aos milhões de dólares. Além do agricultor obter um menor rendimento de suas colheitas, diminui-se o valor desse produto depreciado e ainda é preciso se levar em conta os gastos que o agricultor terá com as medidas de combate ou controle da praga.
Apesar de algumas espécies serem responsáveis por trazerem prejuízos, outras espécies podem atuar como combatentes eficazes contra a proliferação desses insetos considerados pragas. É o caso de muitos insetos predadores e caçadores, como o louva-a-deus, vespas icneumonídeas e até mesmo as joaninhas. Insetos como esses têm cada vez mais ajudado os agricultores a controlar o avanço desenfreado de pragas, diminuindo consideravelmente os prejuízos e principalmente, o uso de pesticidas e agrotóxicos nas plantações.

### Insetos como pragas urbanas

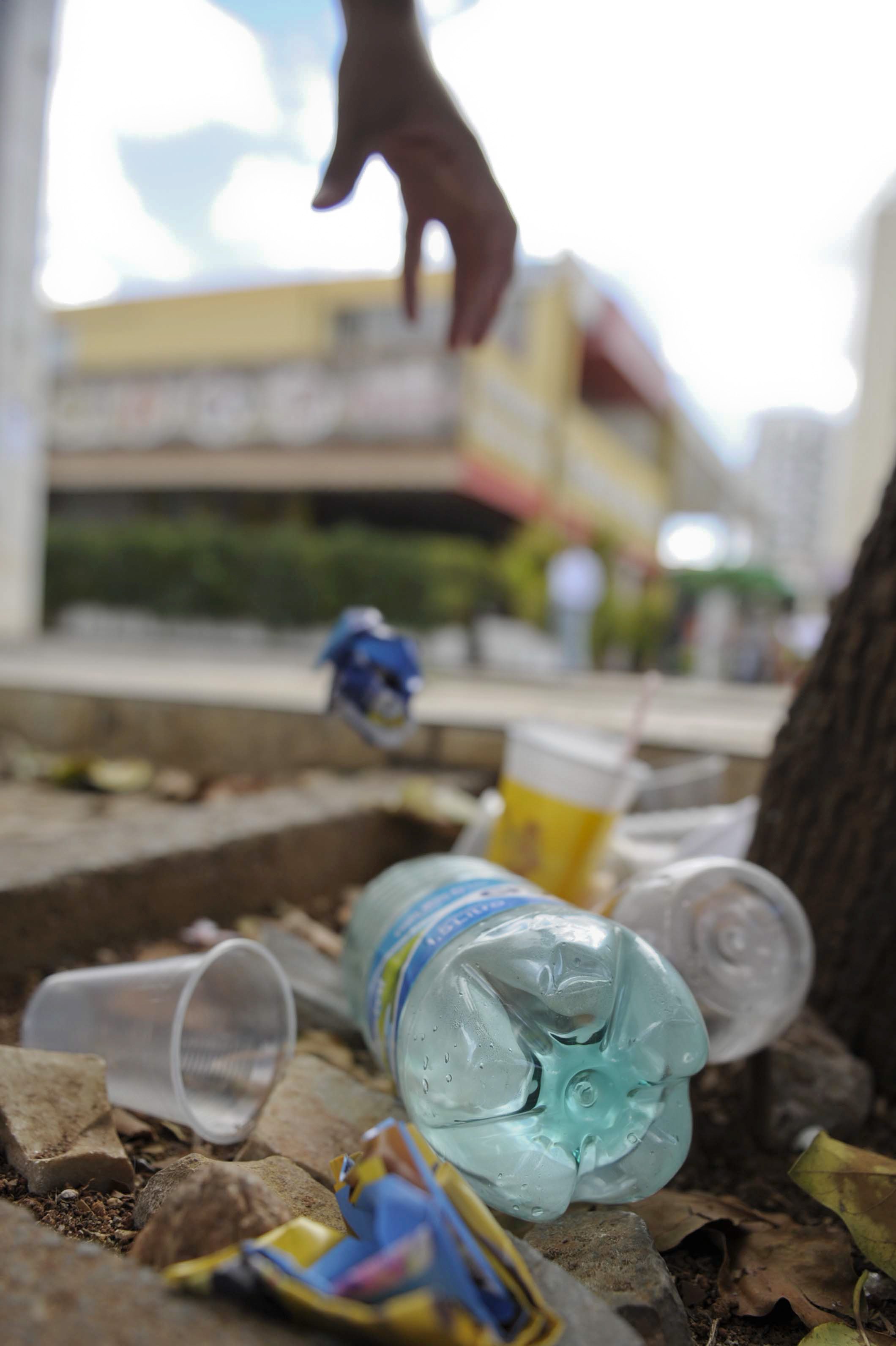
O descarte inadequado de lixo contribui para a proliferação de pragas urbarnas.

Apesar da diminuição das áreas verdes nas metrópoles dos principais países, muitos insetos adaptaram-se com facilidades ao ambiente urbano. O descarte inapropriado de lixo e outros resíduos, bem como condições inadequadas de higiene, são fatores que têm contribuído para que alguns insetos se proliferem de maneira indesejada, tornando-os verdadeiras pragas urbanas. Dentre os insetos mais comuns sob esse quadro, encontram-se as moscas, mosquitos, formigas, baratas, cupins e até mesmo as pulgas.

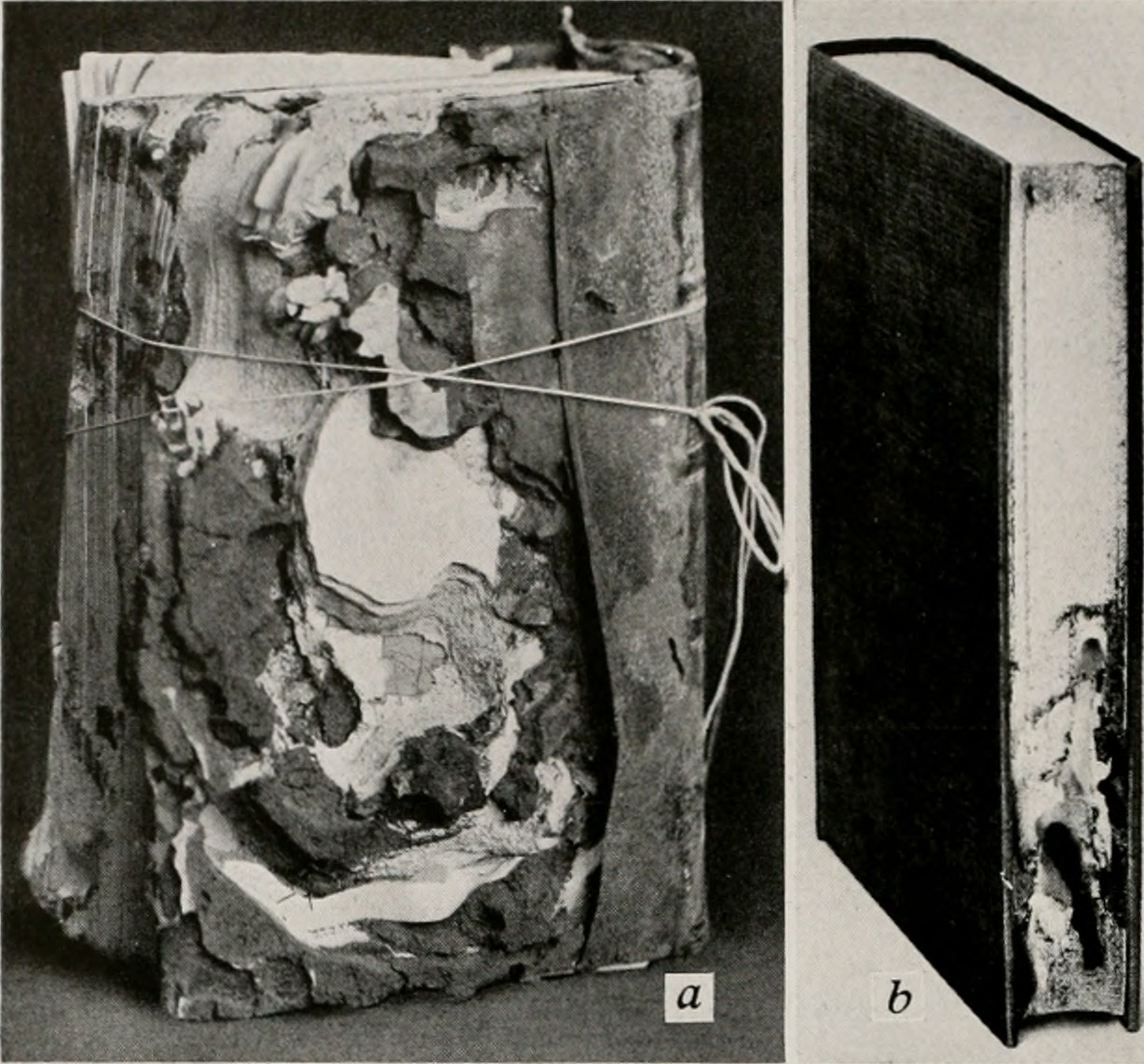
Livros destruídos por cupins.

A proliferação de insetos nos centros urbanos, quando não controlada, leva a infestações dentro de residências e estabelecimentos comerciais que trazem dezenas de prejuízos, sejam financeiros ou mesmo na saúde. Mesmo insetos pequenos, como os cupins, por exemplo, ao longo do tempo podem danificar estruturas de madeira, como móveis e até mesmo a sustentação das edificações, podendo colocar uma casa inteira em risco de desabamento.
Esse tipo de problema tem afetado a sociedade humana há milênios e sabe-se de casos muito extremos, onde o descontrole de uma praga custou a vida de milhões de pessoas. Foi este o caso com a peste negra, no século XIV, que exterminou praticamente 1 terço de toda a população humana da Europa. O descarte inadequado de resíduos, naquele tempo, fez com que ratos se proliferassem grandemente, sendo eles próprios, parasitados por pulgas, que por sua vez, atacavam outros animais e também o homem, transmitindo-lhes a peste e outras doenças.